# Mészáros Lőrinc (ferences szerzetes)
Nagybotú Mészáros Lőrinc, gyakran csak „Lőrinc pap” (Megyaszó, 1466. szeptember 5. – Kolozsvár, 1514 nyara) magyar katolikus pap, plébános, a Dózsa György-féle parasztfelkelés résztvevője, egyik vezetője.

## Életpálya
1466. szeptember 5-én született Megyaszón, Lőrinc napján. Apja Mészáros Gergely hentes volt. A hagyomány úgy tartja, együtt tanult aszalói rokonával, Kecskés Tamással.
Dózsa György seregében mint Mészáros Lőrinc ceglédi plébános vett részt. Alvezéri tisztséget viselt.
Mészáros Lőrinc 1514. július végén Bihar városának ostromakor, amikor a Tomori Pállal vívott csatában serege megsemmisült, maga is fogságba esett, és mint a felkelés vezetője, máglyán végezte.

## Emlékezete
A megyaszói Mészáros Lőrinc Körzeti Általános Iskola az ő nevét viseli. Több utcát neveztek el róla. Budapest 19. kerületében található a Mészáros Lőrinc utca, a 8. kerületben pedig a Lőrinc pap tér, valamint Győrben és Szolnokon is egy utca az ő nevét viseli és Hajdúböszörményben is van egy róla elnevezett utca a Déli lucernásban. Törökszentmiklóson, Szolnokon, Várpalotán, Siófokon, Szombathelyen , Cegléden, Kiskőrösön, Csemőn is utcát neveztek el róla. 
Korábban a ceglédi Mészáros Lőrinc Katolikus Általános Iskola szintén az ő nevét viselte, ám ezt 2009 szeptemberében átnevezték Szent Kereszt Katolikus Általános Iskola és Óvodára.
Egy gimnázium Jászapátiban is Mészáros Lőrinc nevét viselte.